# Dialipsis exilis
Dialipsis exilis är en stekelart som beskrevs av Förster 1871. Dialipsis exilis ingår i släktet Dialipsis och familjen brokparasitsteklar. Arten är reproducerande i Sverige. Inga underarter finns listade i Catalogue of Life.